# FamilyMart

在與UGHD合併前（2016年8月31日）所使用的舊Logo

FamilyMart（日語：ファミリーマート），中文多譯為全家或全家便利商店，是跨國連鎖便利商店，於1973年由日本連鎖超市西友創立，原為西友的事業部門之一，至1981年9月1日起成為隸屬於西友旗下的獨立公司；1998年2月，西友為解決財務問題，遂將多數股權售予伊藤忠商事，目前仍以伊藤忠商事為最大股東。除日本外，在台灣、泰國、越南、菲律賓、印尼、馬來西亞、中國大陸等地以特許經營的方式開設門市。目前與7-Eleven、Lawson並列為日本3大便利商店品牌，並在日本所有都道府縣完成展店。

## 歷史

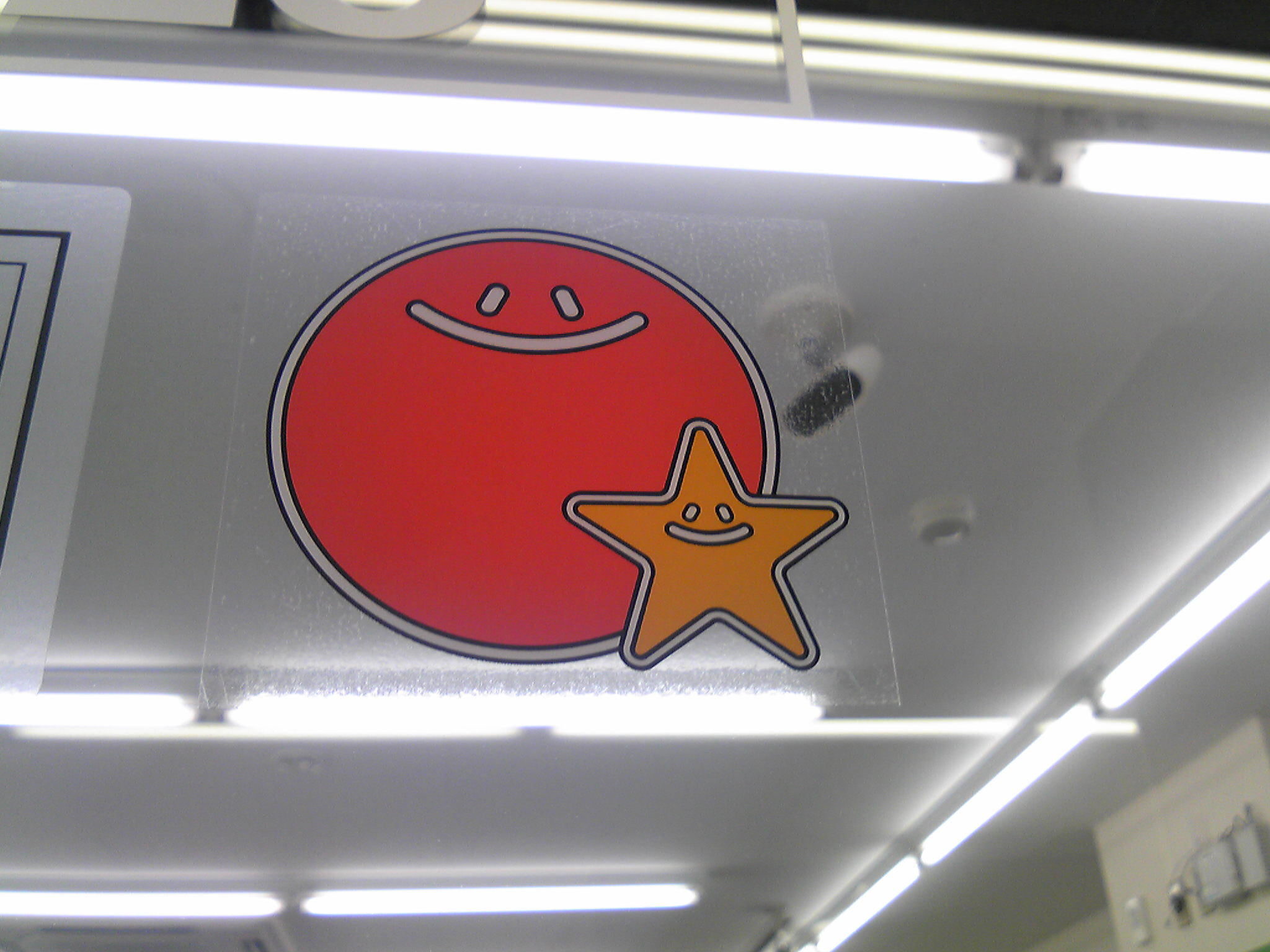
FamilyMart於1981年發表的Logo「微笑的太陽與星星」

- 1973年：西友開設FamilyMart實驗第1號店於埼玉縣狹山市水野。
- 1978年3月：西友在公司內成立「FamilyMart事業部」。
- 1978年4月：實驗第1號店變更為加盟連鎖店。
- 1978年8月：於千葉縣船橋市開設第一家加盟連鎖店——大閣三山店，也是FamilyMart第一家24小時營業的店舖。
- 1981年9月1日：西友將FamilyMart資產轉移至休眠公司（英语：Dormant company）「株式會社Jonas」（株式会社ジョナス）[2]，成立株式會社FamilyMart（日语：ファミリーマート (企業)），同時發表新Logo「微笑的太陽與星星」（スマイル・スター＆サン）。
- 1981年11月：日本國內店數達到100家。
- 1986年：日本國內店數達到1,000家。
- 1987年10月2日：成立株式會社沖繩全家（株式会社沖縄ファミリーマート），開始在沖繩縣展店。
- 1987年12月7日：株式會社FamilyMart於東京證券交易所第二部上市。
- 1988年：於台灣成立全家便利商店股份有限公司並開始展店，係FamilyMart第一個海外據點。
- 1989年8月1日：株式會社FamilyMart升格至東京證券交易所第一部上市。
- 1990年：於韓國首爾成立Bokwang FamilyMart Co.,Ltd.，開始在韓國（南韓）展店。
- 1992年：更換識別標誌，以綠色及藍色為主要顏色；於泰國曼谷市成立Siam FamilyMart Co.,Ltd，開始在泰國展店。
- 1993年：成立株式會社南九州全家（株式会社南九州ファミリーマート），開始在鹿兒島縣及宮崎縣展店。
- 1998年：伊藤忠商事取代西友成為FamilyMart最大股東，FamilyMart脫離季節集團（日语：セゾングループ）。同年，塊狀商標更改，與1992年發表的識別標誌類似，「微笑的太陽與星星」Logo於日本地區僅標示於店面自動門旁之服務代碼貼紙下方。
- 2002年：在朝鮮（北韓）開設第一家門市（營業時間：早上八點至晚間八點）。
- 2002年：阿亞拉集團(The Ayala group)和Rustan超級市場FamilyMart合作，進軍菲律賓便利商店市場。
- 2004年：開始推廣自家信用卡“Famima Card”（ファミマカード）。同年，進軍中國大陸便利商店市場，以上海為灘頭堡。
- 2005年：於美國開設Famima!! West Hollywood store，開始在美國展店。
- 2006年
  - 成立株式會社北海道全家（株式会社北海道ファミリーマート），開始在北海道展店。至此，完成在日本所有都道府縣的展店。
  - 成立广州市福满家便利店有限公司，由顶新国际集团、伊藤忠商事、日本全家便利商店集团和台湾全家便利商店股份有限公司共同投资控股，专营中国大陆广东省广州市的全家便利店特许经营。
- 2009年11月13日，FamilyMart同意以120億日圓（1.33億美元），自 Rex Holdings 公司手中收購競爭對手Am/pm Japan Co.。
- 2012年6月：韓國FamilyMart宣布，2012年8月起分店將陸續更名為「CU」[3]。
- 2013年10月15日：於東京都中野區等地開設4家新門市，成為繼7-Eleven、Lawson之後第三家日本國內店數達到10,000家的連鎖便利商店[4]。
- 2016年4月：FamilyMart宣布進軍馬來西亞，並宣佈從2016年12月起的5年內開設300家門市。
- 2016年9月1日：FamilyMart與Circle K Sunkus（日语：サークルKサンクス）的母公司UGHD（日语：ユニーグループ・ホールディングス）進行業務與股權合併，UGHD與FamilyMart合併為「UNY FamilyMart控股（日语：ユニー・ファミリーマートホールディングス）」，Circle K Sunkus的公司法人則同時更名為「株式會社FamilyMart」（第2代）。原屬Circle K Sunkus旗下的“Circle K”和“Sunkus”2個便利店品牌統一改用「FamilyMart」品牌。
- 2018年4月19日，伊藤忠商事以每股11,000日圓，斥資1,203億日圓，增持UNY FamilyMart控股1,090萬股股權，交易完成後，伊藤忠商事於UNY FamilyMart控股的持股比例從41.45％增至50.1%。
- 2018年10月13日，UNY FamilyMart控股以2,119亿日元（18.9億美元）入股连锁卖场唐吉訶德母公司「唐吉訶德控股」（現泛太平洋國際控股（日语：パン・パシフィック・インターナショナルホールディングス））最多 20.17%的股份，預計成為後者最大股東；唐吉訶德控股同時將支付2.56億美元，收購原屬UNY FamilyMart控股旗下的連鎖賣場「UNY」全部股權。
- 2019年9月1日，株式會社FamilyMart（第2代）併入UNY FamilyMart控股，UNY FamilyMart控股再度改回原名「株式會社FamilyMart」，同時維持上市公司地位。
- 2020年7月9日，日本伊藤忠商事開始以每股2,300日元（约合人民币150元）的價格對全家便利店的股份進行公開收購，收購過程預計將持續到8月24日。伊藤忠此前就持有日本全家50.1%的股份，擁有控股權，此次收購結束後伊藤忠的持有率將提高到100%。[5]

## 全球店數
截止2024年8月31日，全球總店數為24,386家。
- 日本：16,273家（2024年8月31日）
- 海外合计：8,113家（2024年8月31日）
- 臺灣：4,279家（截止2024年9月30日）
- 中国大陆：2,566家
  - 上海 1,437家（截止2020年6月初）
  - 蘇州 249家（截止2020年6月初）
  - 廣州 275家（截止2020年6月初）
  - 杭州 206家（截止2020年6月初）
  - 無錫 113家（截止2020年6月初）
  - 深圳 112家（截止2020年6月初）
  - 成都 106家（截止2020年6月初）
  - 北京 48家（截止2020年6月初）
  - 東莞 22家（截止2020年6月初）
  - 嘉興 7家（截止2020年6月初）
  - 南京19家（截止2025年4月初）
  - 合肥3家（截止2025年4月初）
- 马来西亚：452家
- 越南：151家
- 印度尼西亞：128家
- 菲律賓：69家

## 經營特色

### 品牌形象
FamilyMart是以藍色和綠色作為品牌識別基調，主要傳達的印象是洗鍊的都會性及容易親近的信賴感。

### 门铃
全家曾在全球各地使用松下 EC5227WP 门铃。这款门铃于1980年6月1日开始发售，由于稲田康为此款门铃谱写的音乐，这种音乐在很多地方成为了全家的标志性特征。当顾客进入全家的时候，门铃就会自动播放这段音乐。
2022年及2024年，台湾及中国大陆的全家便利商店分别开始将原铃声更换为新版进门铃声，且两地进门铃声不同。

## 分店圖片

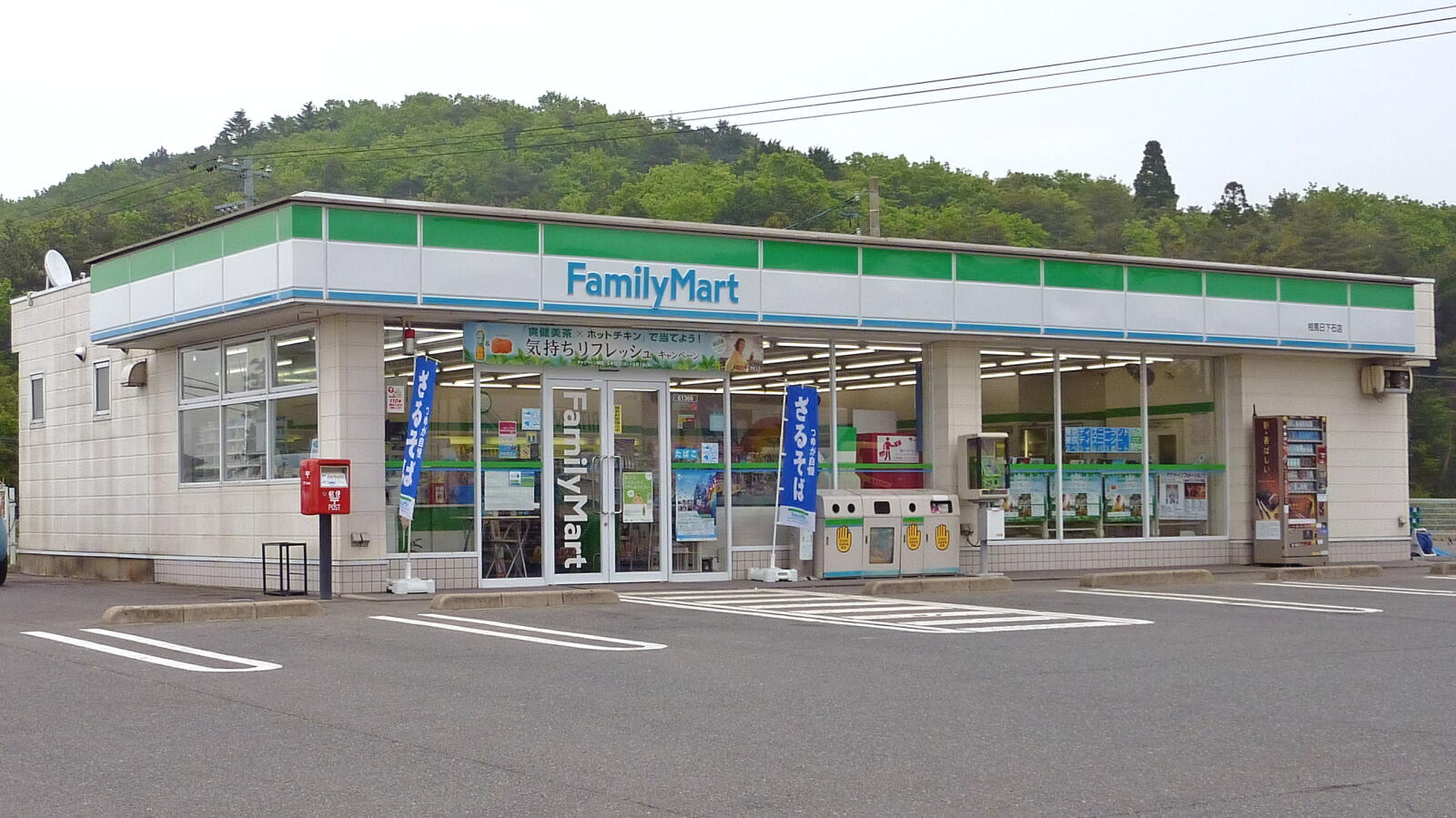
日本福島縣相馬市日下石門市
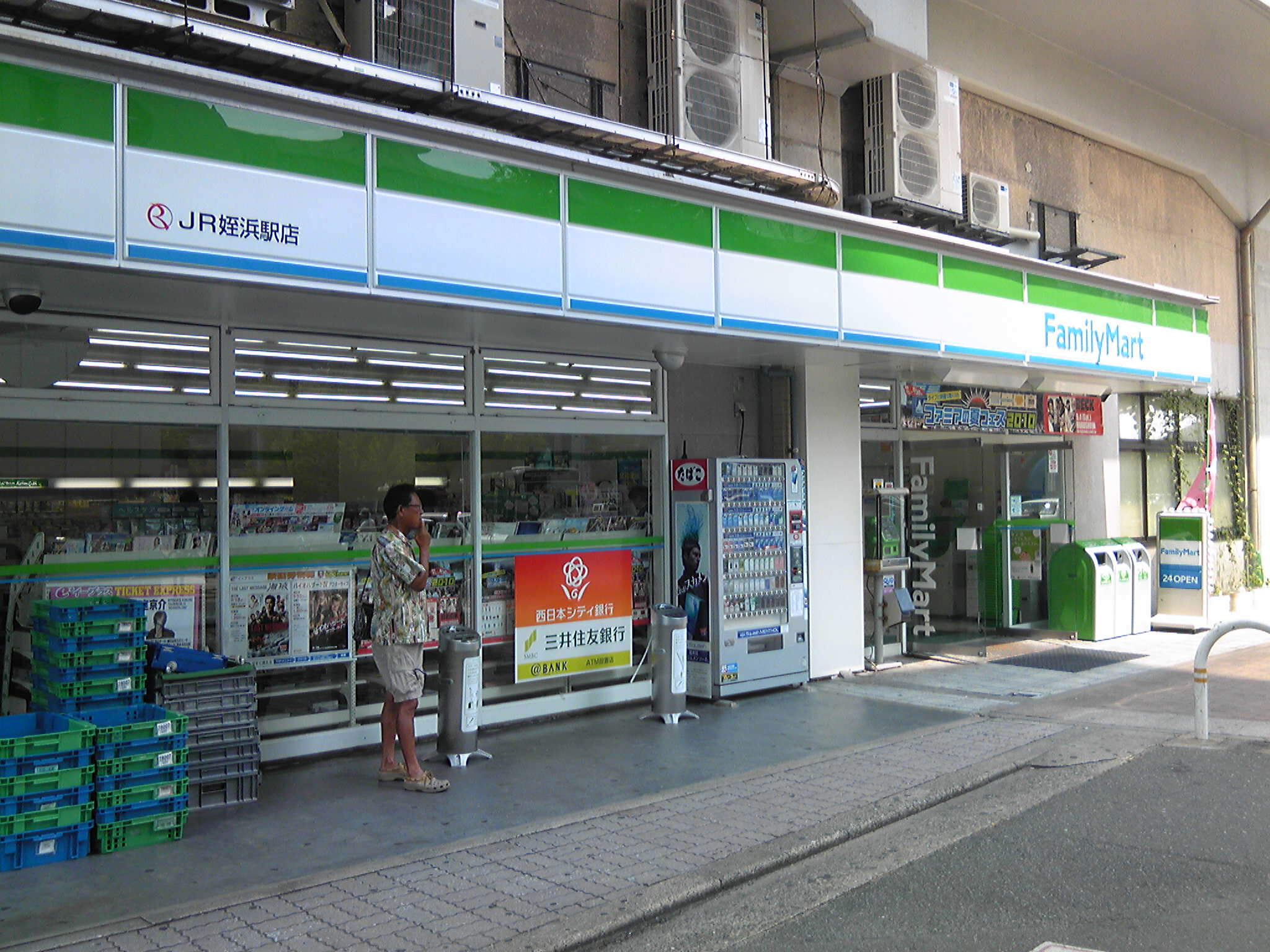
日本福岡市西区JR姪濱車站門市
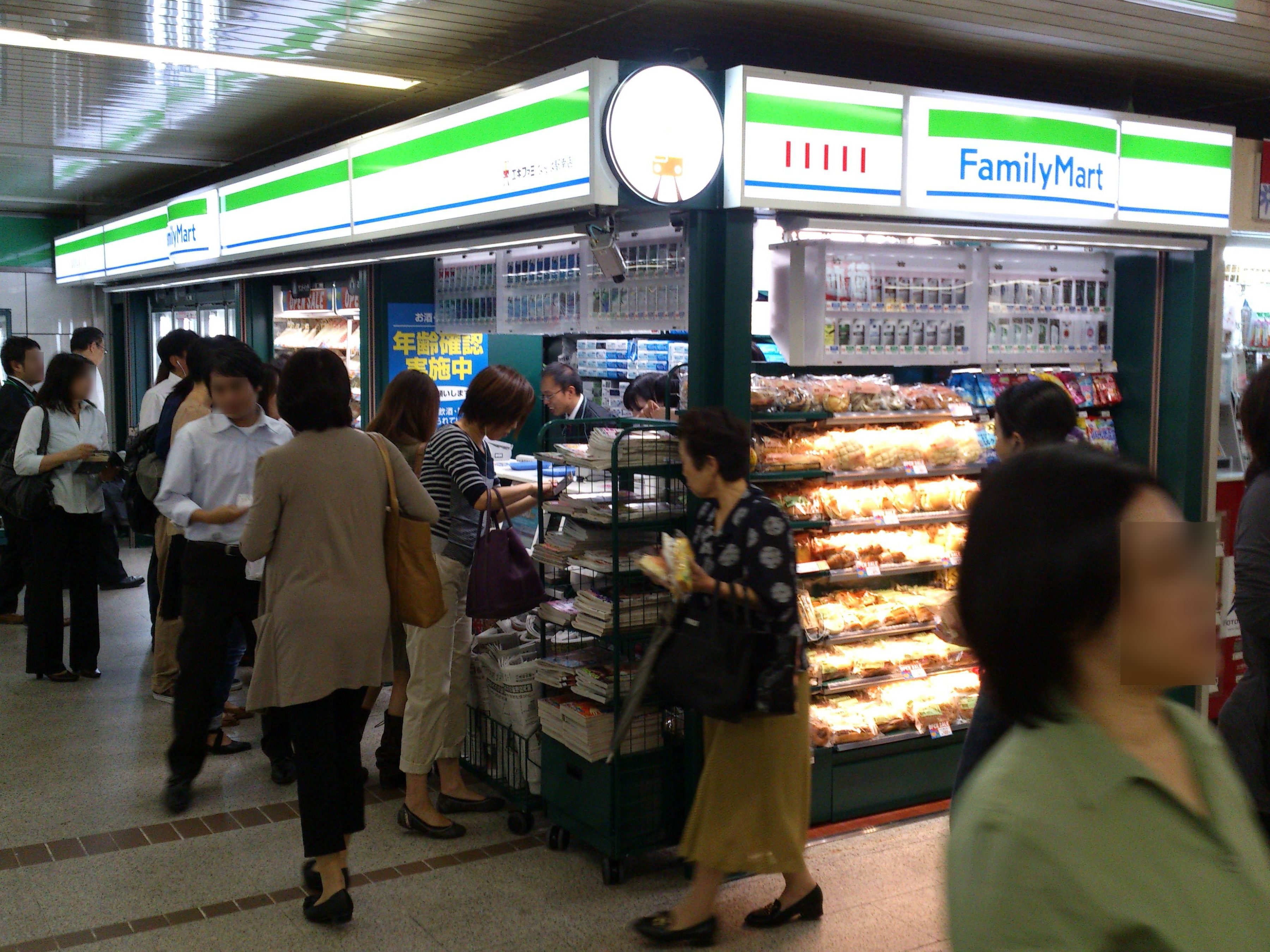
日本大阪市中央区難波車站南門市
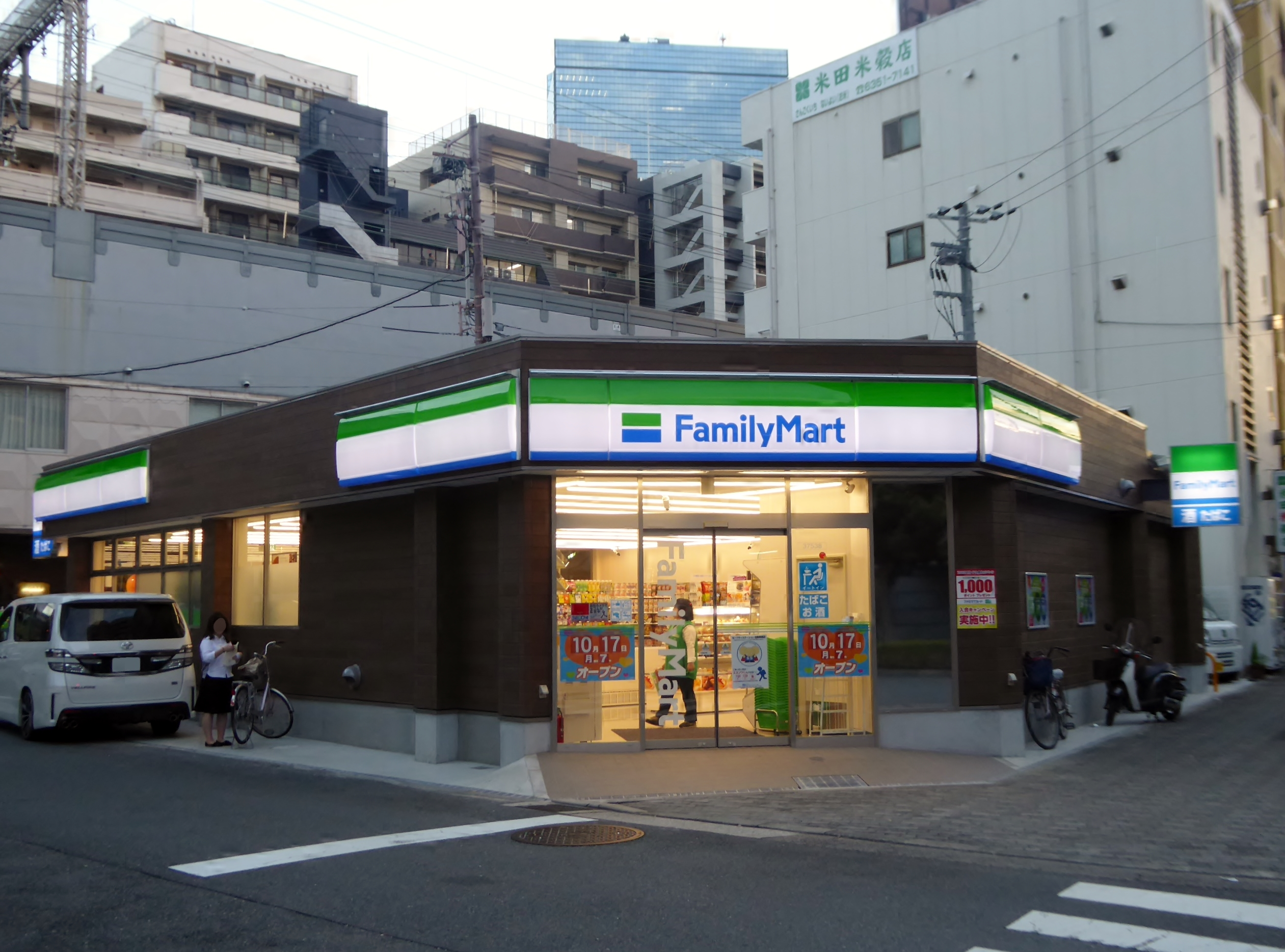
日本大阪市都島區京橋站前門市
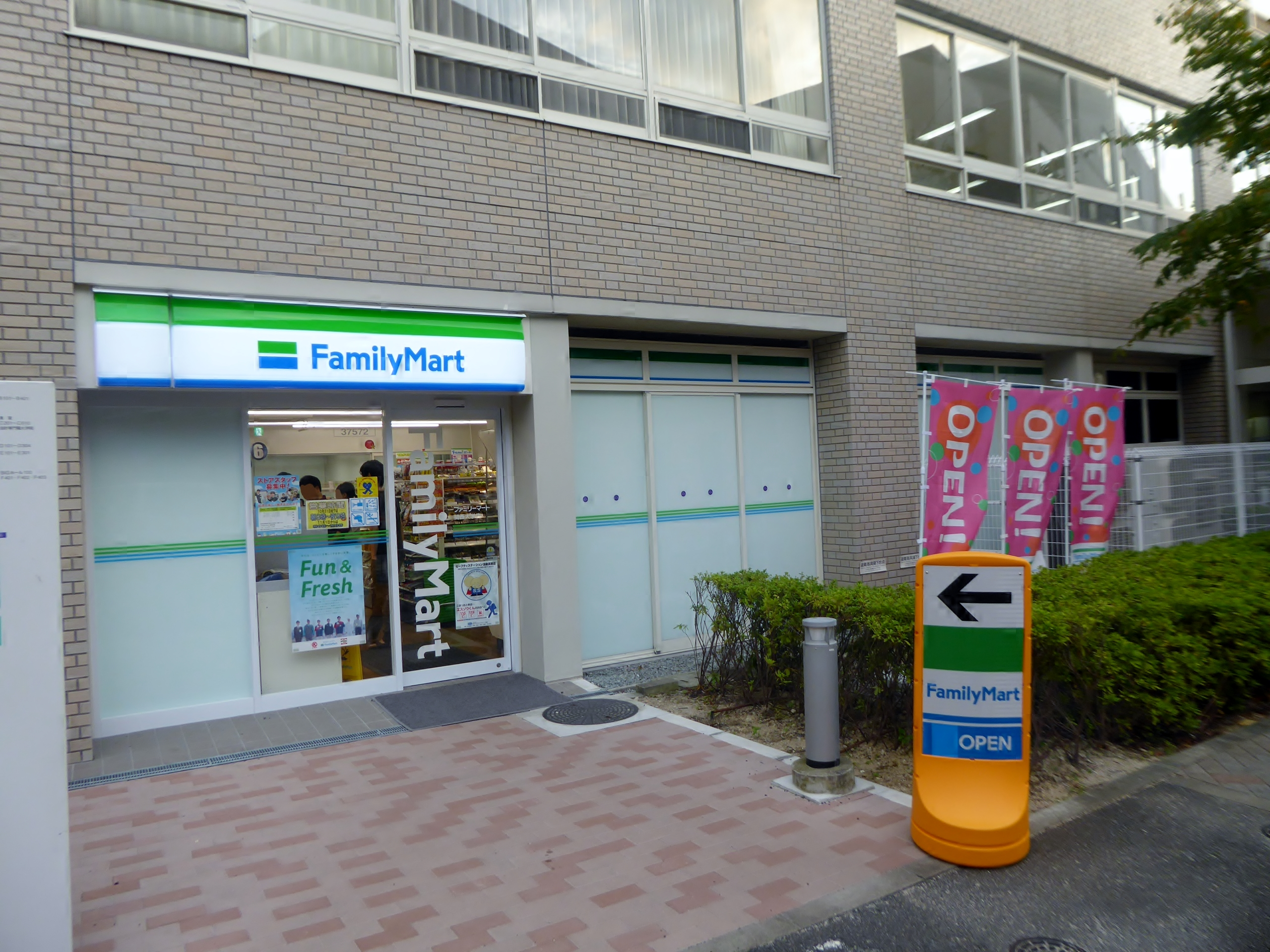
日本大阪府吹田市關西大學門市
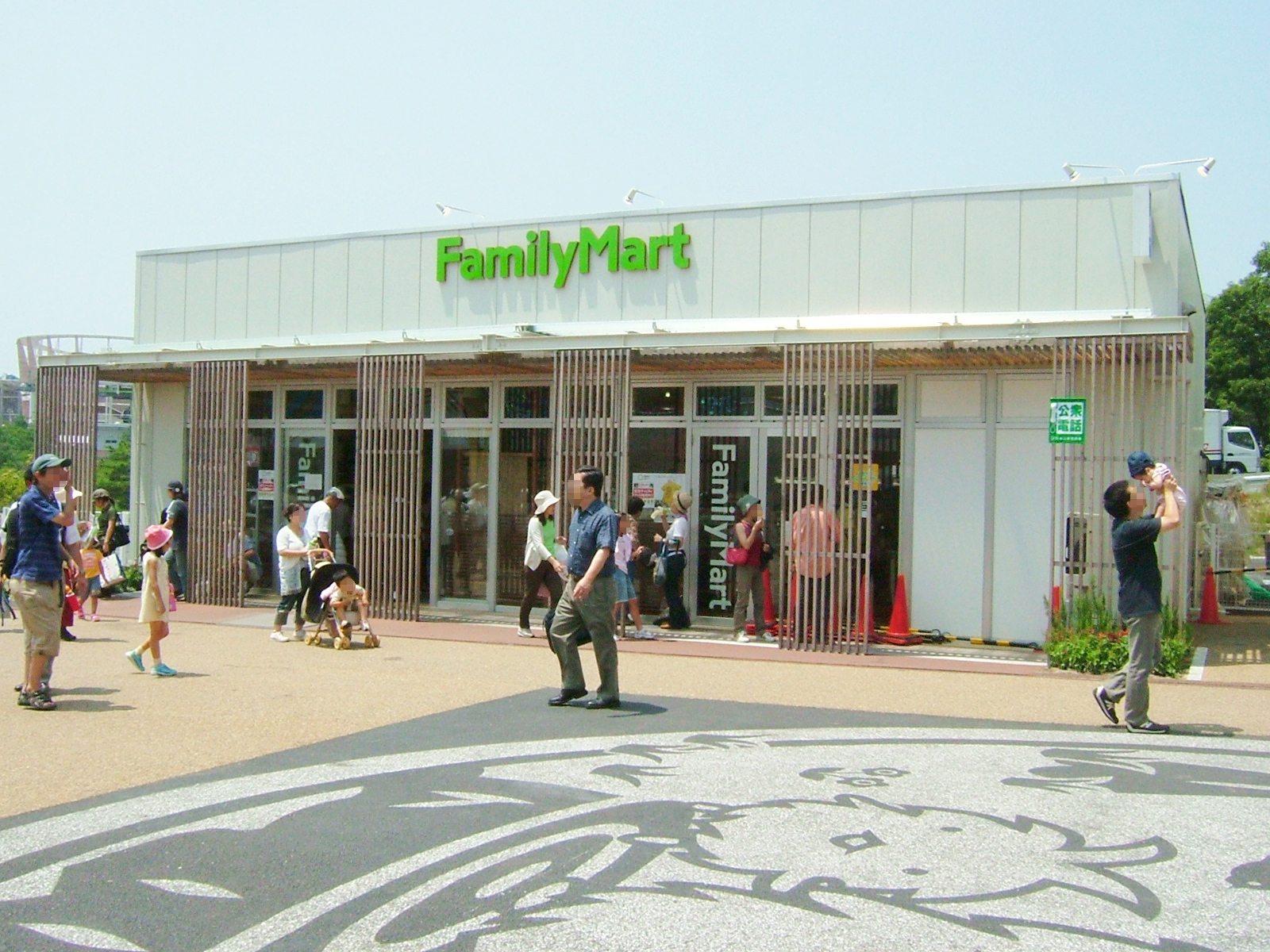
日本愛知萬國博覽會門市（僅營運於活動期間）
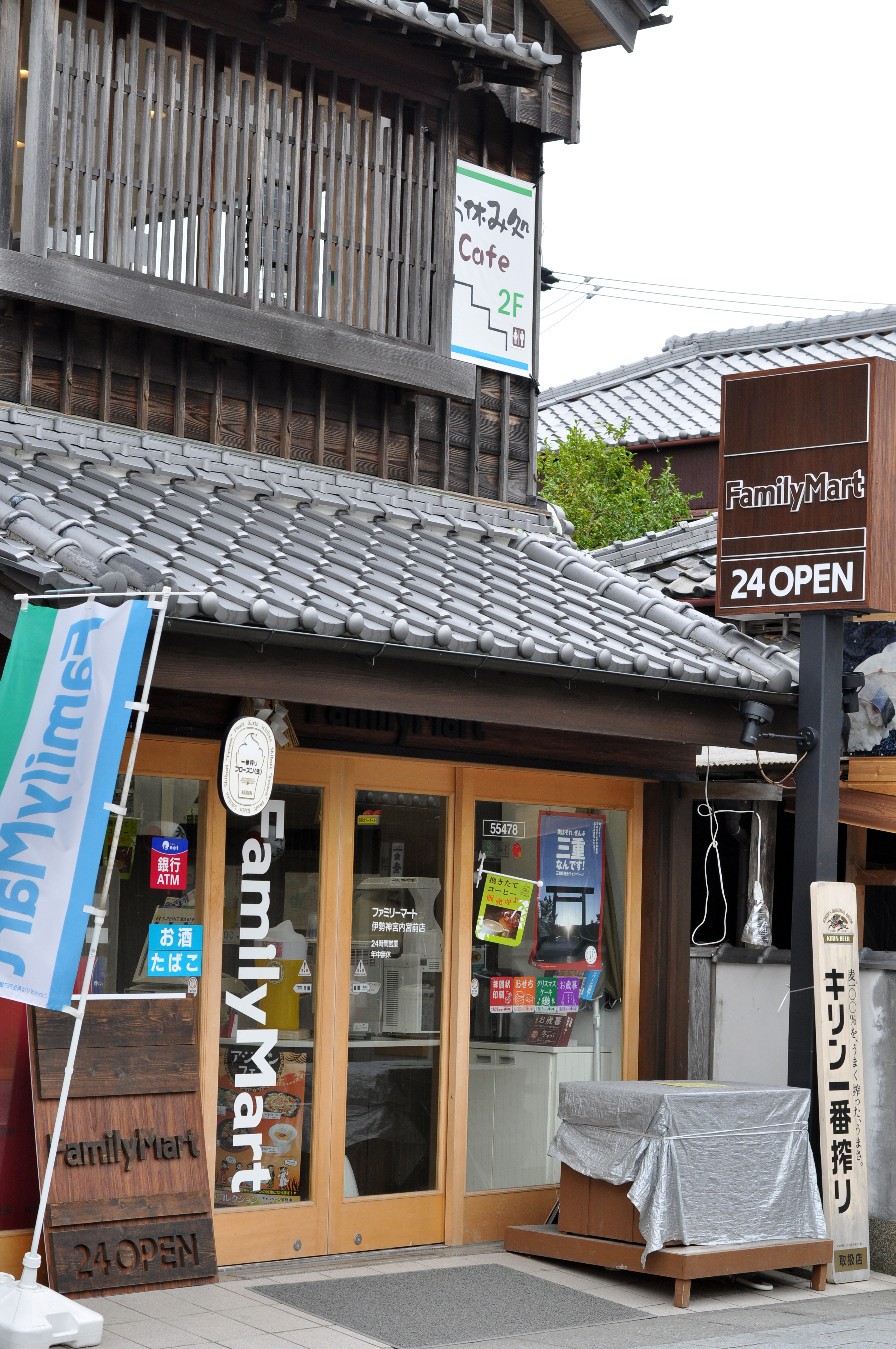
日本三重縣伊勢市伊勢神宮内宮前門市
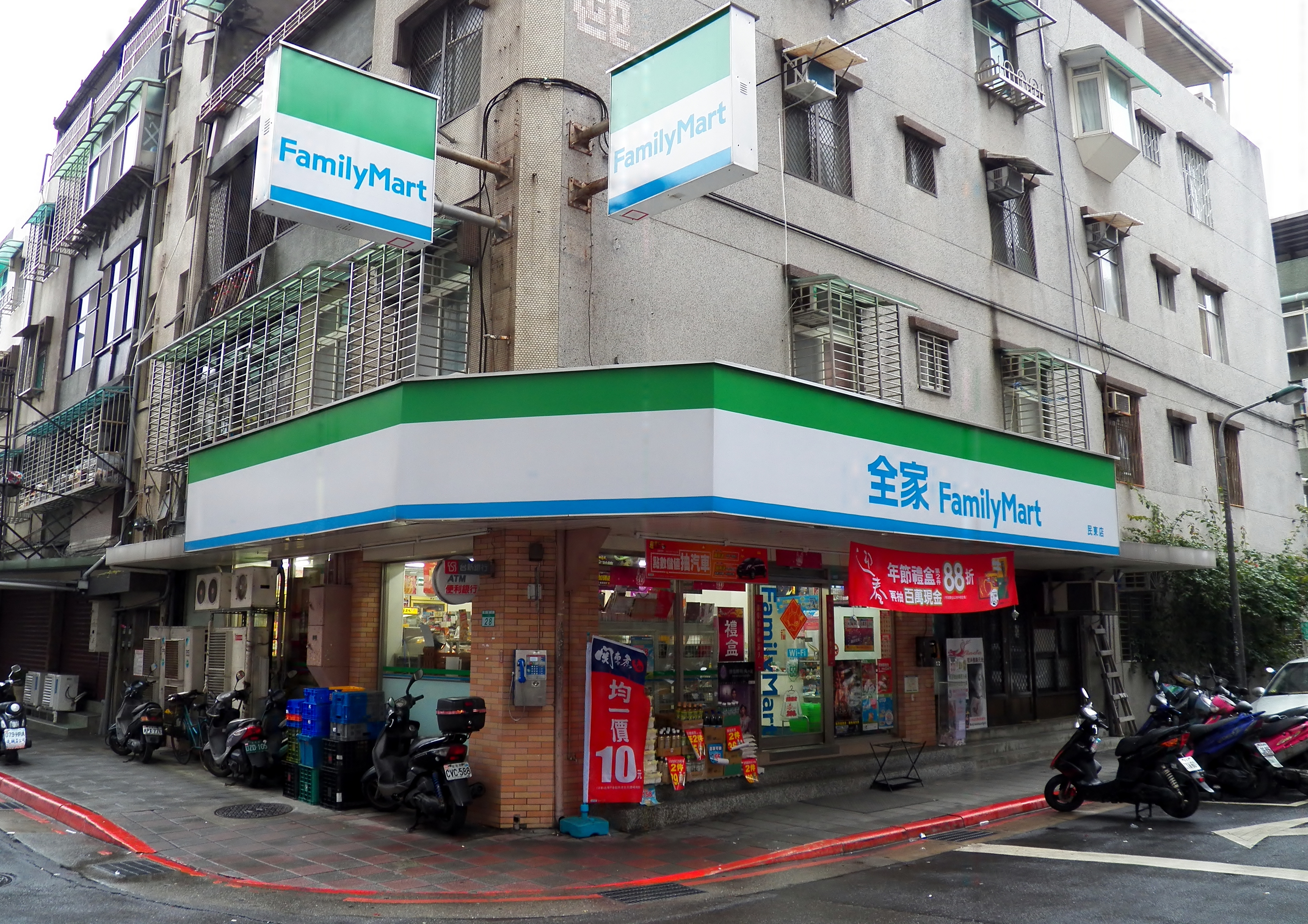
台灣臺北市松山區民東店
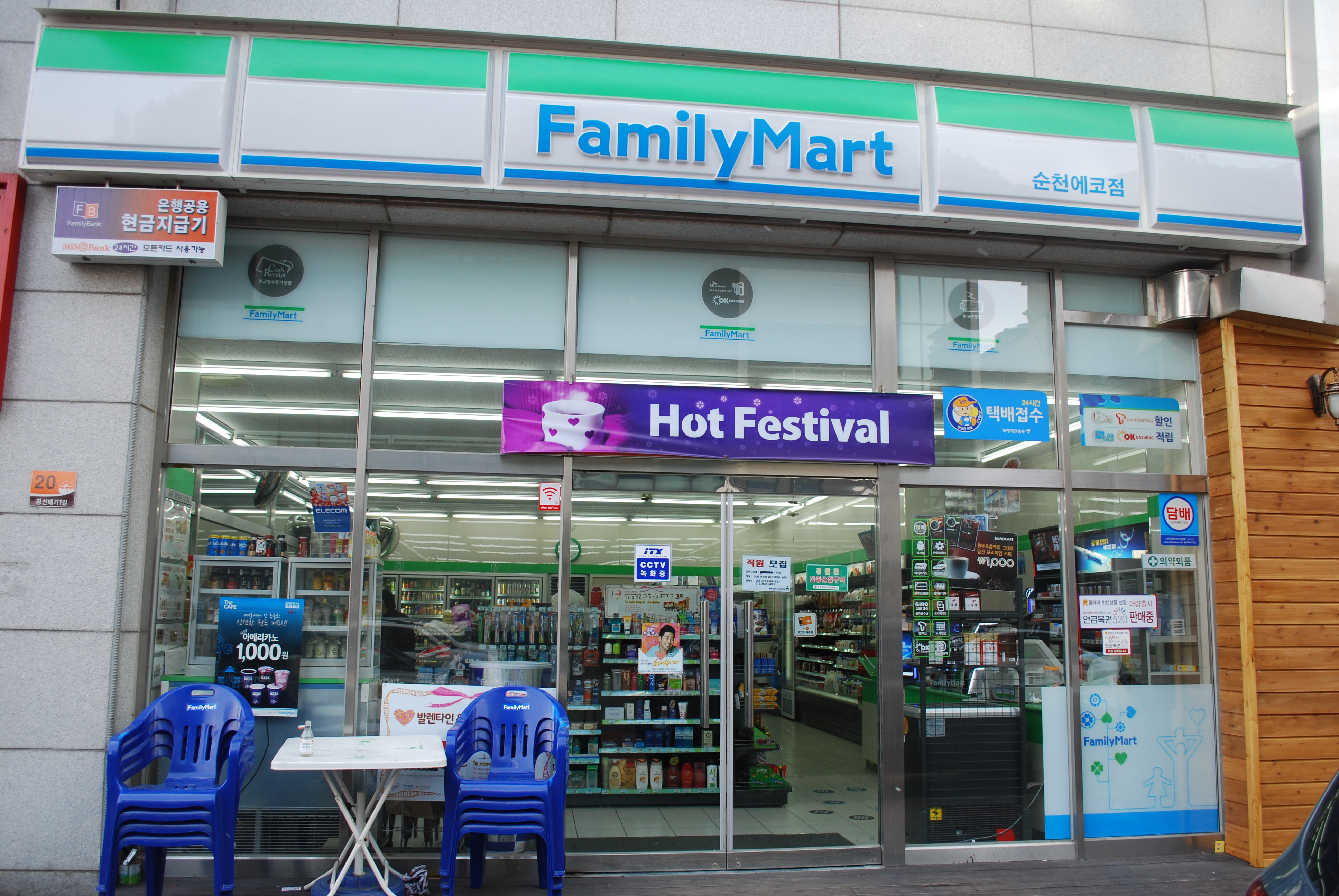
南韓順天市環保門市
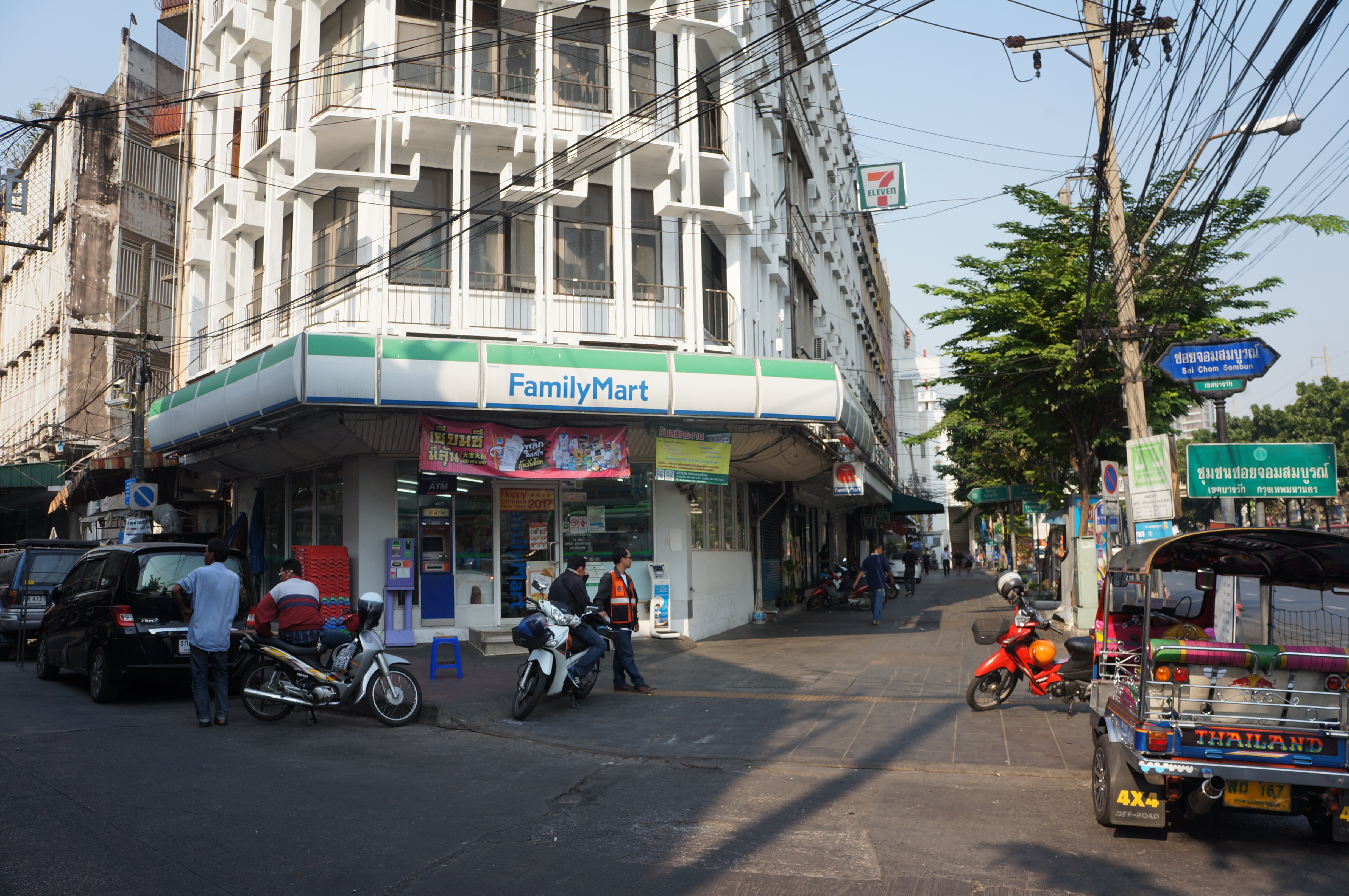
泰国曼谷挽叻縣的门店
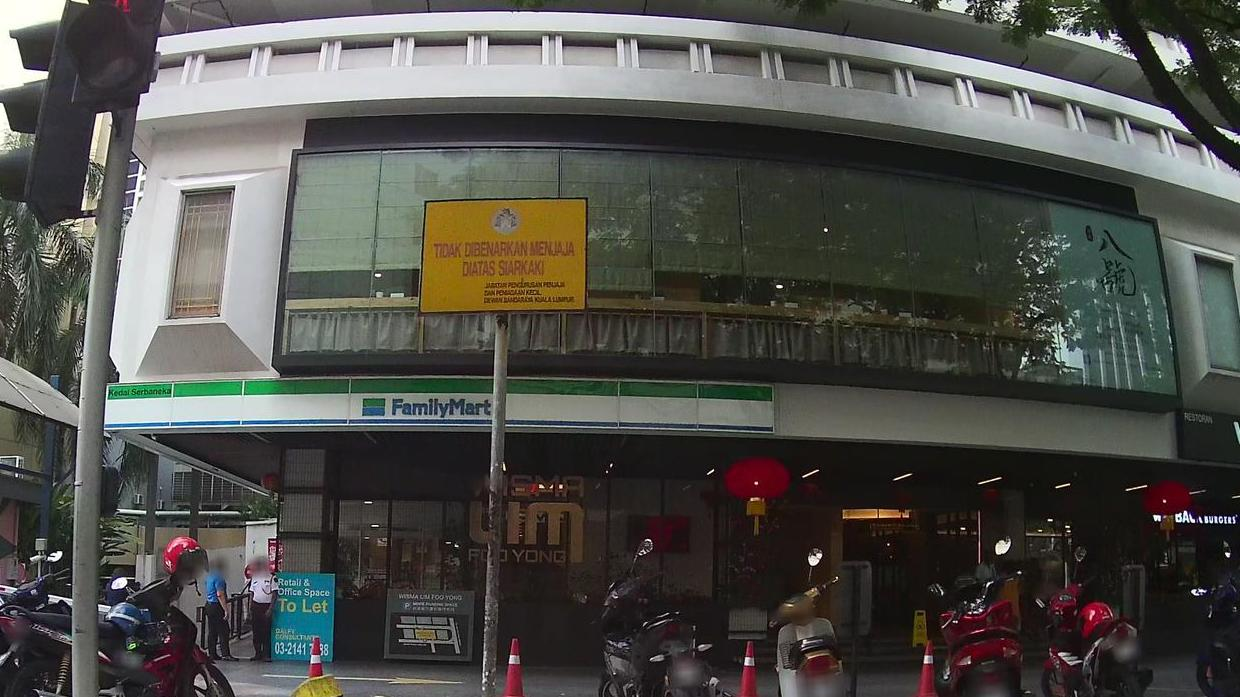
马来西亚吉隆坡林芙蓉大厦店，也是该国首家全家便利商店
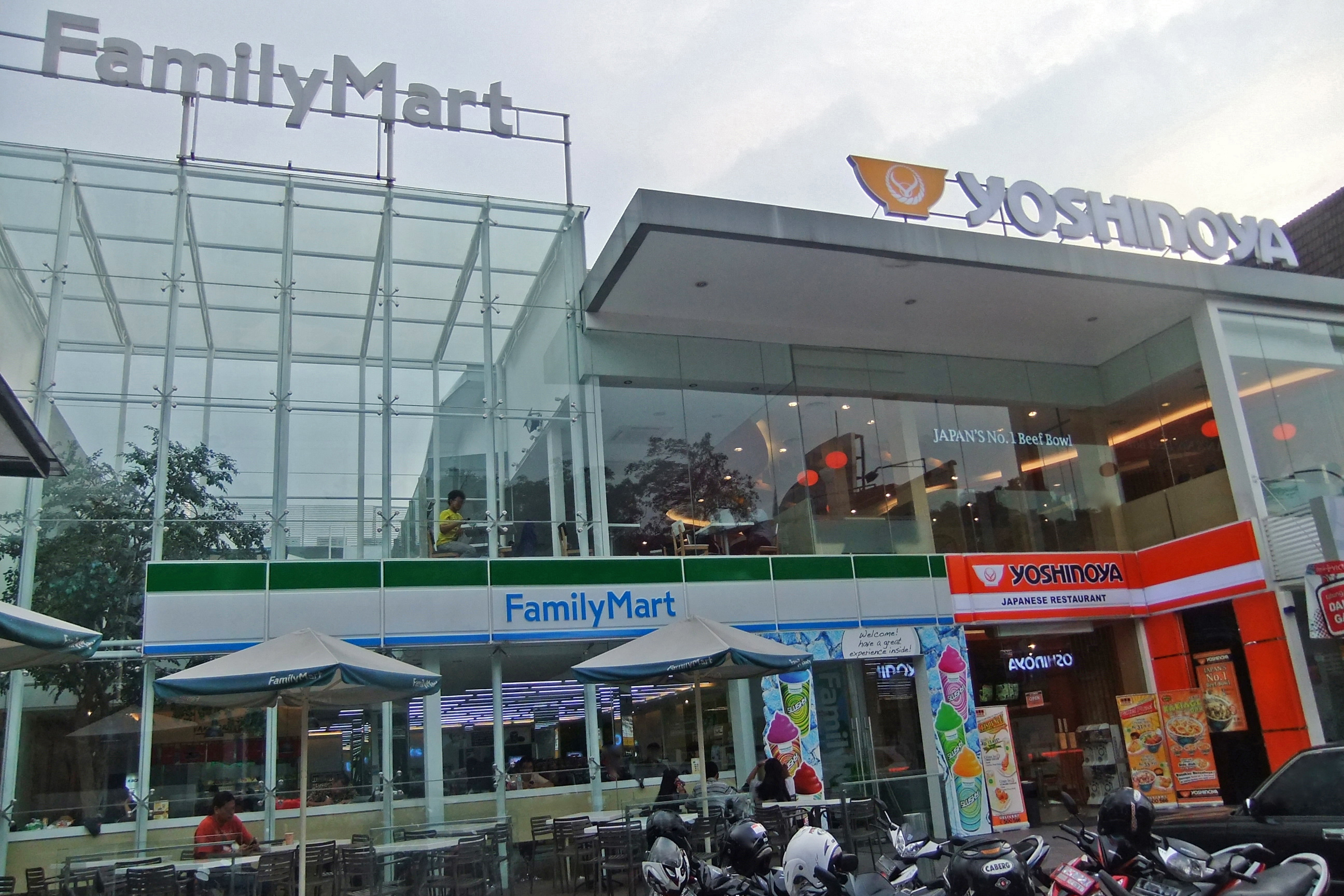
印尼雅加達南雅加達市門市
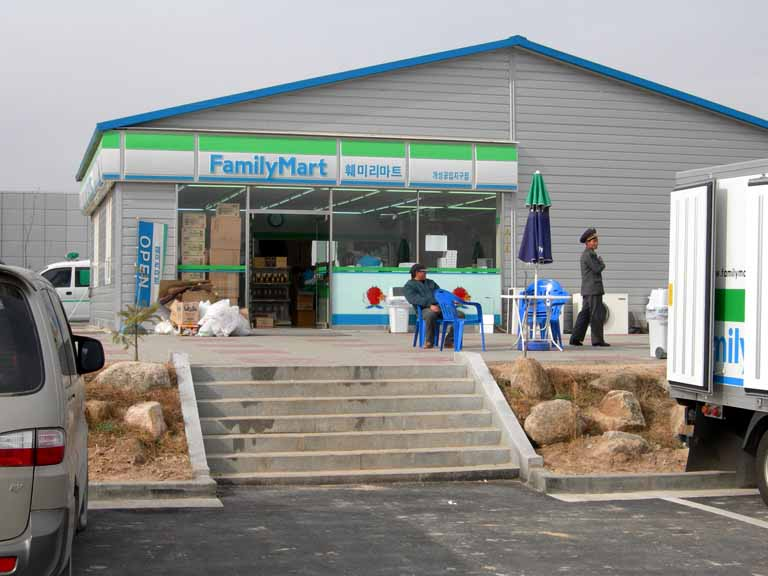
北韓開城特級市開城門市（已閉店）
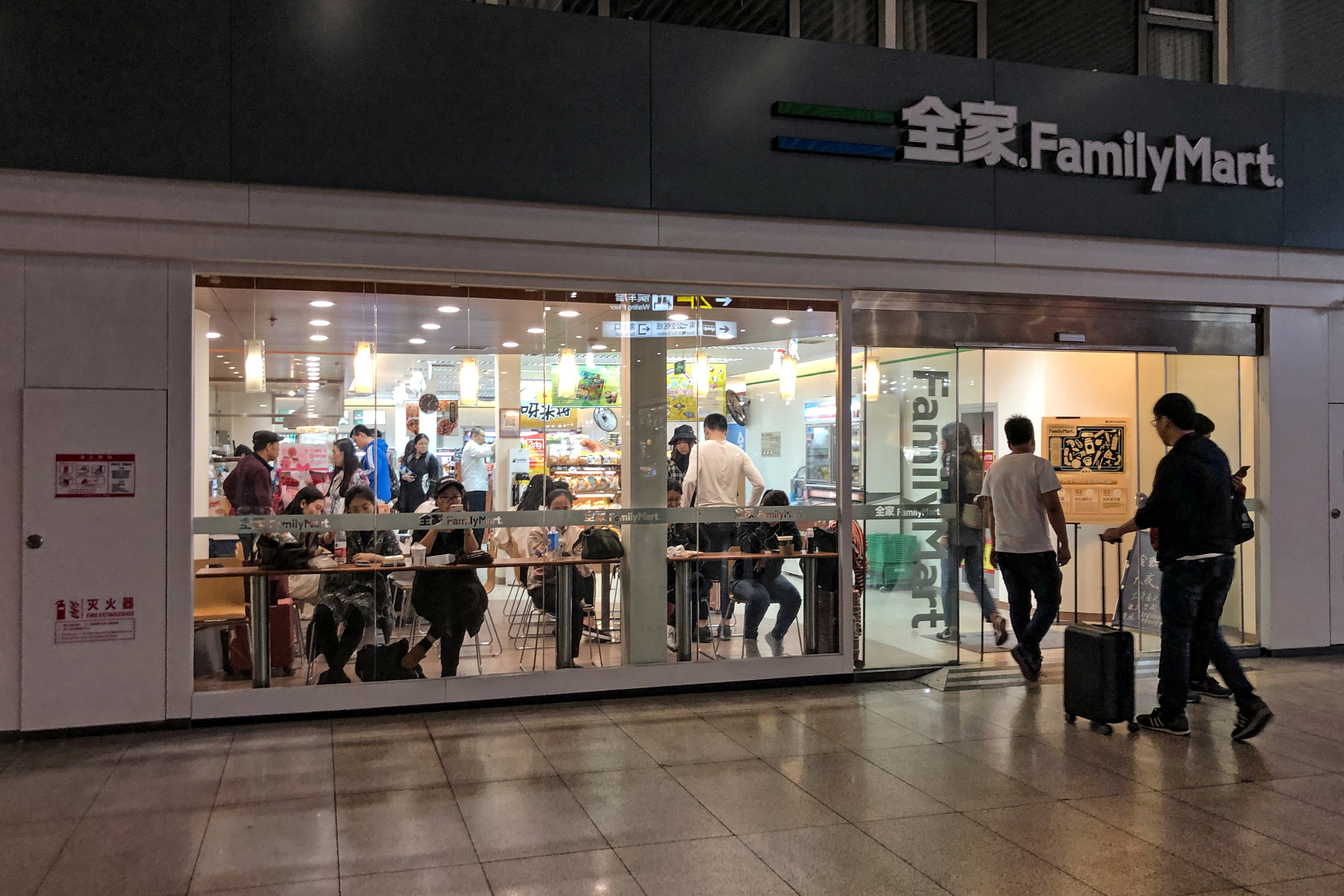
中国大陆北京市北京南站门店
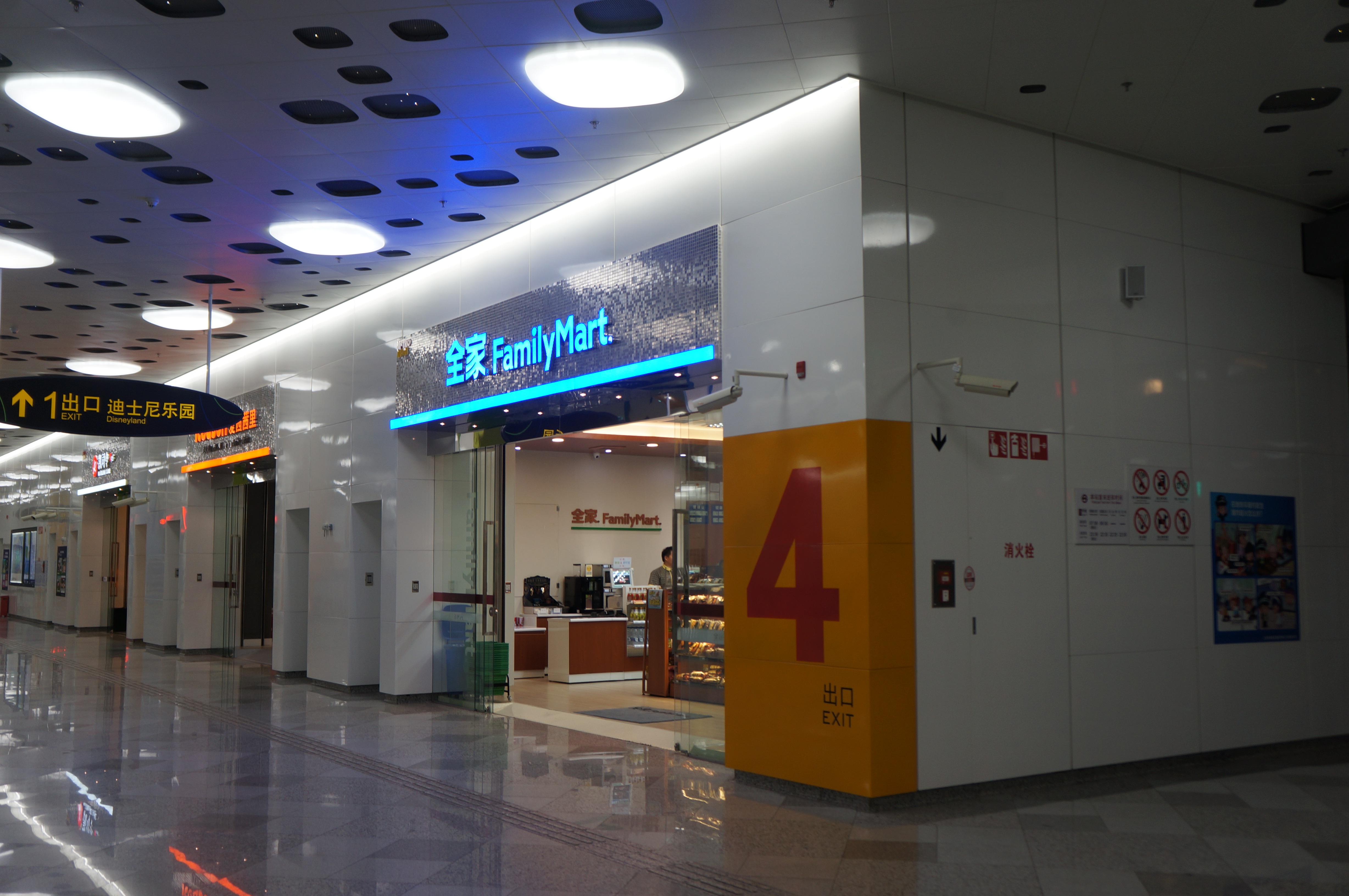
中国大陆上海市上海地铁迪士尼站门店
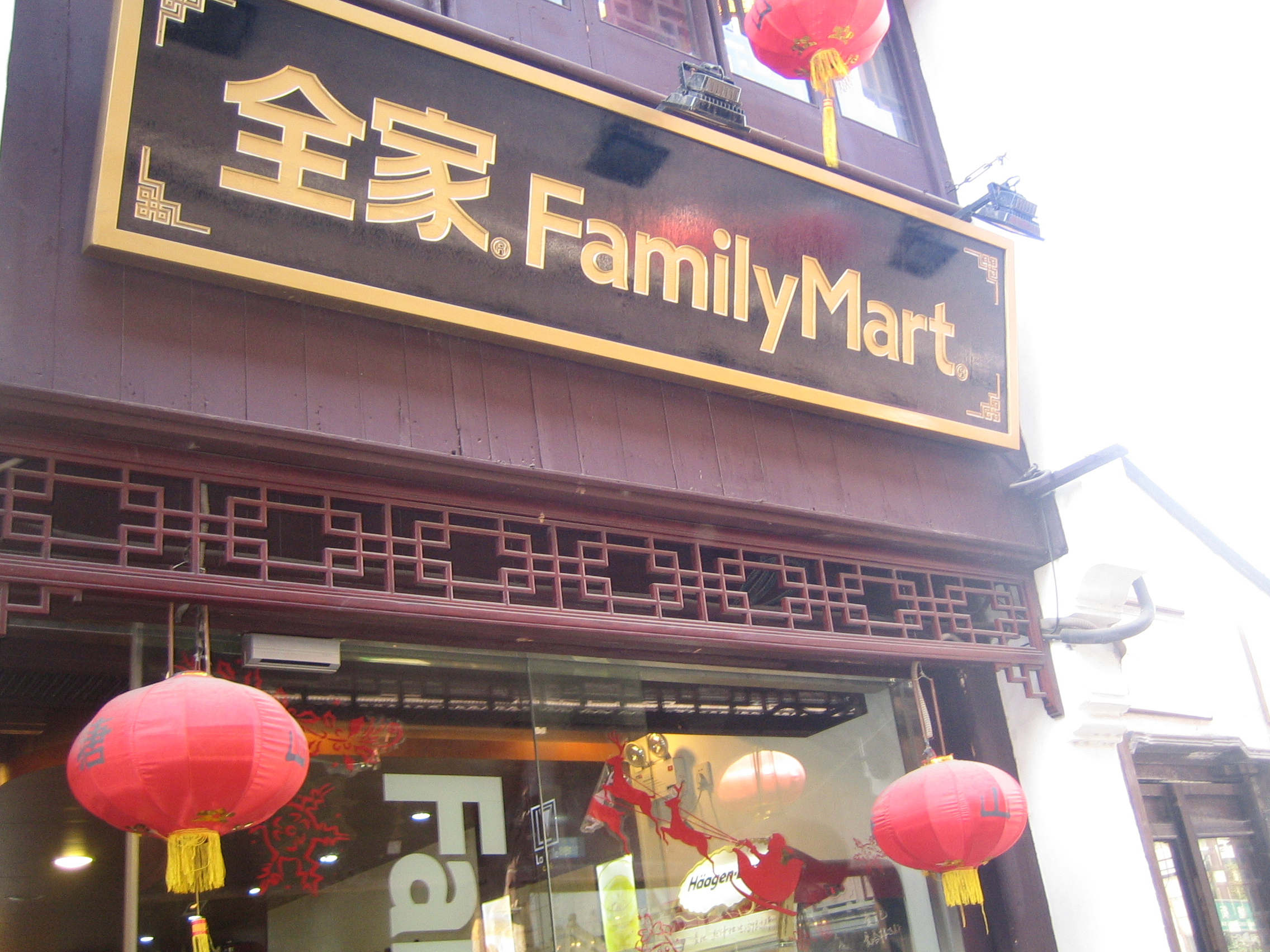
中国大陆苏州市山塘街门市
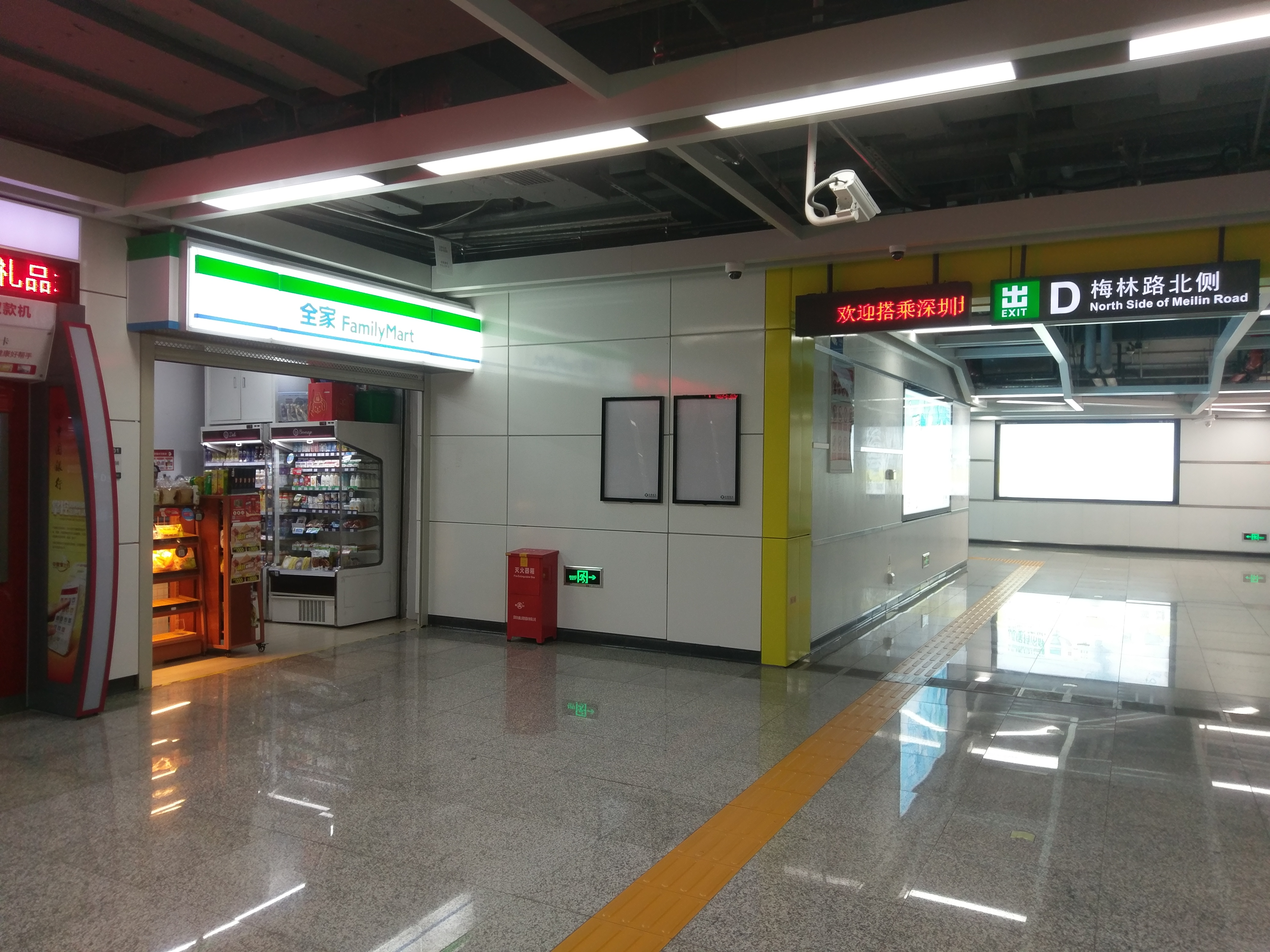
中国大陆深圳市孖嶺站门市
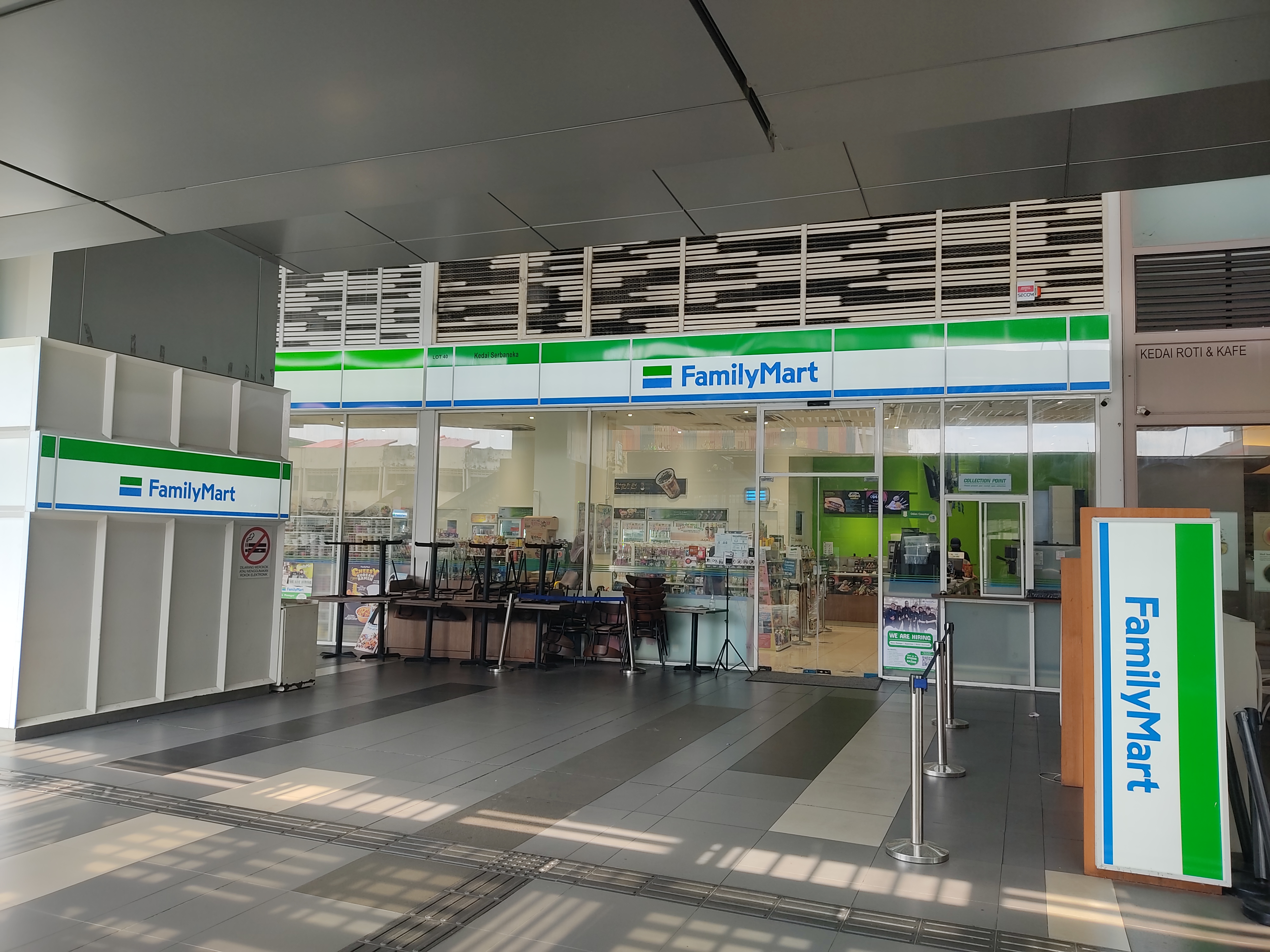
马来西亚吉隆坡中央车站旁NuSentral商场门店
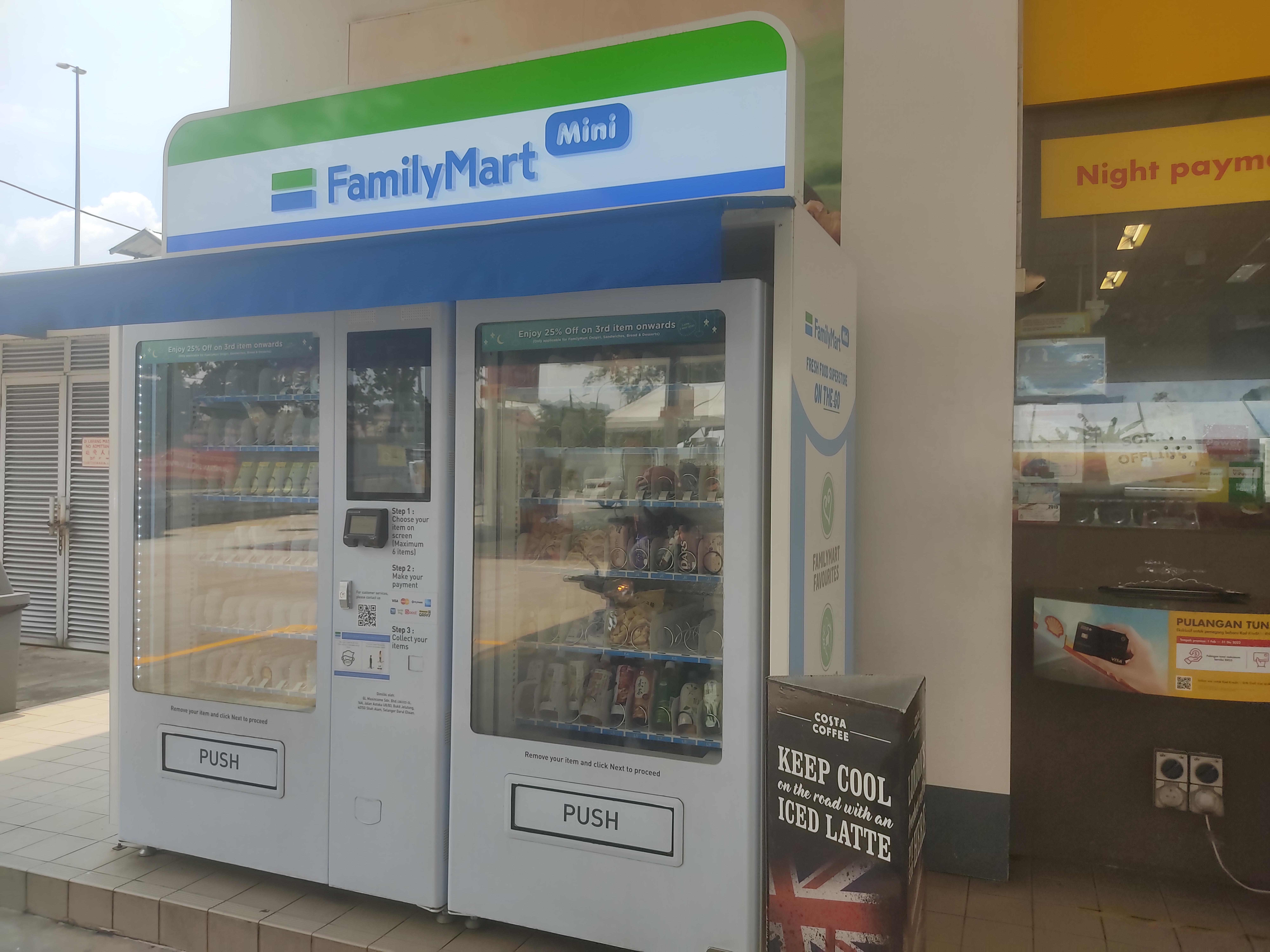
吉隆坡敦拉萨路壳牌加油站的全家自动售货机
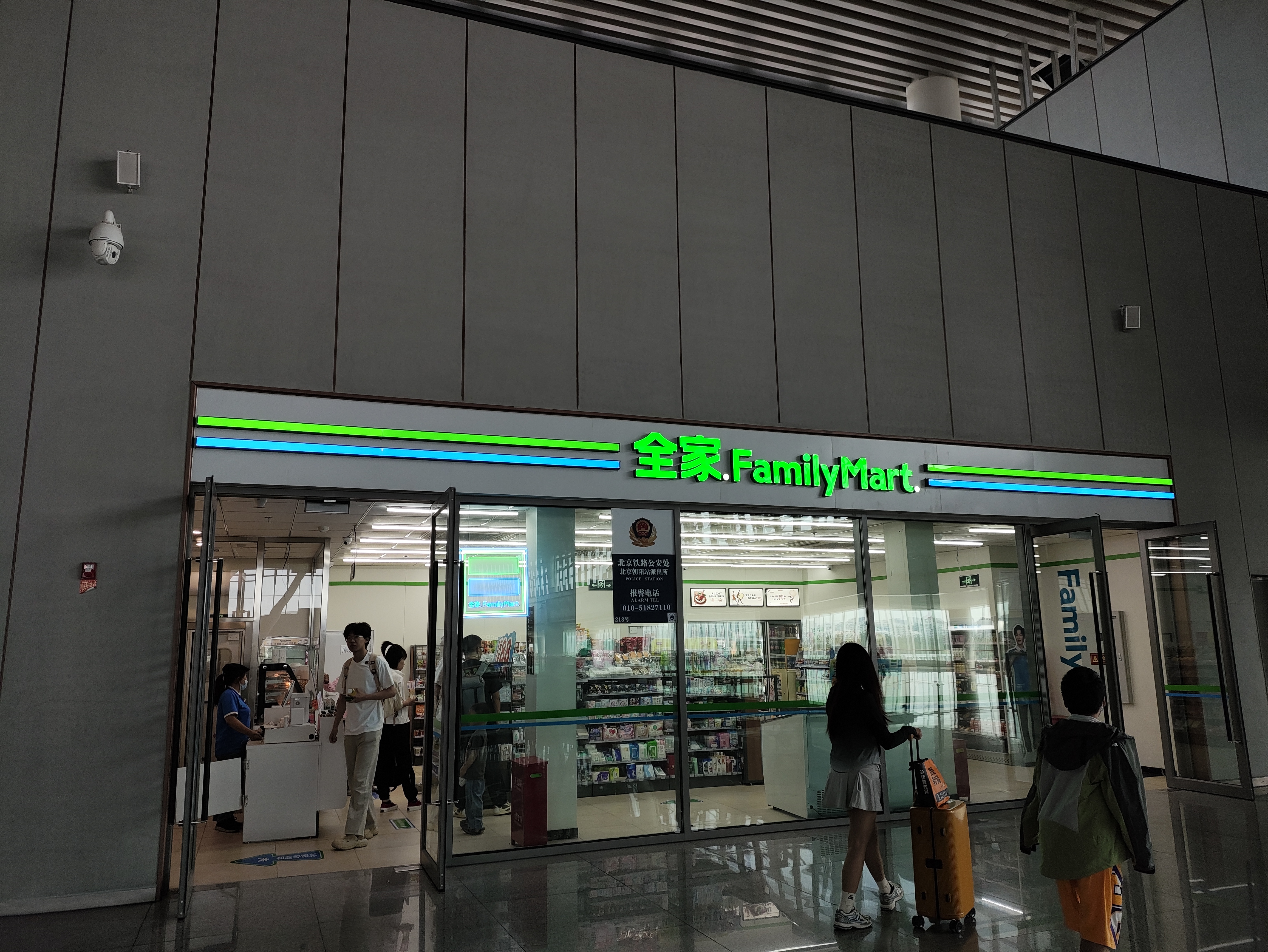
中国大陆北京市北京朝阳站候车大厅门店，采用中国大陆全家2023年新版店面设计
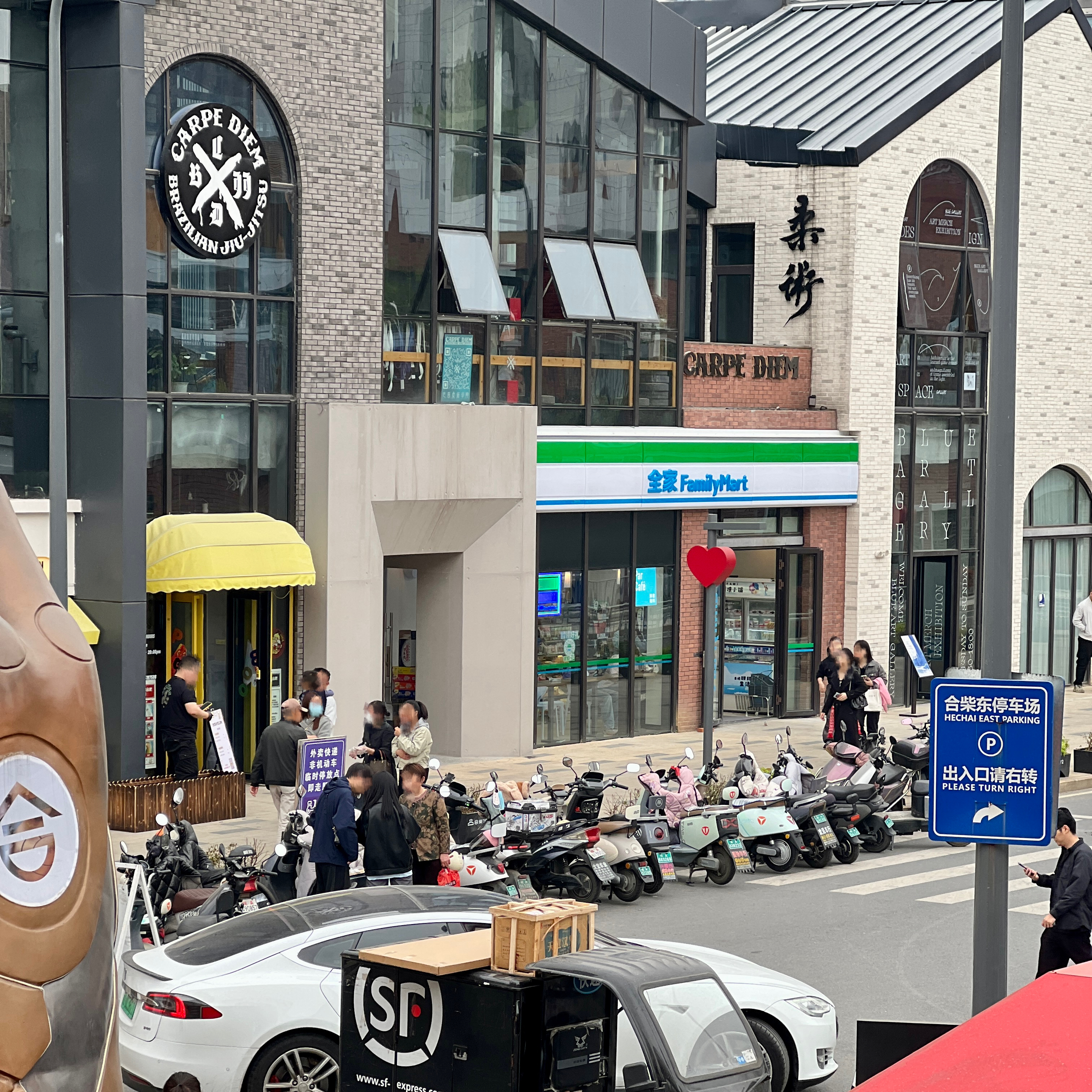
中国大陆安徽省合肥市包河区合柴1972街区门店，为安徽省第二家开门营业的全家便利店

## 外部連結
- 官方网站 （日語）（英文）（简体中文）（繁體中文）（泰文）
- 中国大陆官网 （页面存档备份，存于）
- FamilyMart台灣的Instagram帳戶 （页面存档备份，存于）
- FamilyMart日本的Instagram帳戶
- FamilyMart的X（前Twitter） （日語）
- FamilyMart的Facebook專頁 （日語）
- FamilyMart台灣的Facebook專頁 （页面存档备份，存于）
- FamilyMart日本的YouTube頻道 （页面存档备份，存于）